# Mioquerquedula minutissima
Mioquerquedula minutissima — викопний вид гусеподібних птахів родини Качкові (Anatidae), що існував у міоцені в Східній Азії. Скам'янілі рештки знайдені у Монголії. Описаний по рештках лівого коракоїда.